# Amour Patrick Tignyemb
Amour Patrick Tignyemb (ur. 14 czerwca 1985 w Garoui) – kameruński piłkarz występujący na pozycji bramkarza w drużynie Bloemfontein Celtic.

## Kariera piłkarska

### Klubowa
Patrick Tignyemb jest wychowankiem zespołu Cotonsport Garoua. 1 lipca 2005 roku przeniósł się do drużyny Tonnerre Jaunde. Dokładnie trzy lata później podpisał kontrakt z drużyną Bloemfontein Celtic.

### Reprezentacyjna
Patrick Tignyemb, w reprezentacji Kamerunu zadebiutował w 9 lutego 2005 roku, w spotkaniu z Senegalem. Wcześniej, w 2004 roku został powołany na Puchar Narodów Afryki 2004. Był również w kadrze drużyny na Letnie Igrzyska Olimpijskie 2008.